# Amt Vilbel
Das Amt Vilbel (ab 1809: Amt Vilbel und Kloppenheim) war ein Amt des Erzstifts Mainz und später der Landgrafschaft Hessen-Darmstadt und im Großherzogtum Hessen.

## Funktion
In der Frühen Neuzeit waren Ämter eine Ebene zwischen den Gemeinden und der Landesherrschaft. Die Funktionen von Verwaltung und Rechtsprechung waren hier nicht getrennt. Dem Amt stand ein Amtmann vor, der von der Landesherrschaft eingesetzt wurde. 

## Geschichte

### Der halbierte Flecken Vilbel
Das Amt Vilbel bestand zunächst ausschließlich aus der Hälfte des Fleckens Vilbel, die zu Kurmainz gehörte, und ursprünglich aus Falkensteiner Besitz stammte, der wiederum aus der Münzenberger Erbschaft kam. Vilbel war ein Kondominat, das allerdings real geteilt war, mit dem Fluss Nidda als Grenze. Der Teil rechts der Nidda gehörte zu Kurmainz, der Teil links der Nidda zum hanauischen später kurhessischen Amt Bornheimerberg. Unter dem Einfluss der Grafen von Hanau-Münzenberg, die das Amt Bornheimerberg bis 1736 besaßen und in deren Grafschaft das Solmser Landrecht gewohnheitsrechtlich galt, übernahm auch das gesamte Amt Vilbel diese Rechtsordnung. Das Gemeine Recht galt nur noch, wenn das Solmser Landrecht für einen Sachverhalt keine Bestimmungen enthielt. Das Solmser Landrecht blieb auch, als Vilbel im 19. Jahrhundert zum Großherzogtum Hessen gehörte, dort geltendes Recht, das erst zum 1. Januar 1900 das einheitlich im ganzen Deutschen Reich geltende Bürgerliche Gesetzbuch ablöste.
Mit dem Reichsdeputationshauptschluss 1803 gelangte das Amt Vilbel mit weiteren Resten des säkularisierten Hochstifts Mainz an die Landgrafschaft Hessen-Darmstadt, die 1806 zum Großherzogtum Hessen erhoben wurde. Hier lag das Amt in der Provinz Oberhessen (bis 1816: Fürstentum Oberhessen).
Am 24. April 1809 erklärte Napoleon Bonaparte im Zuge des Fünften Koalitionskriegs den Deutschen Orden in den Rheinbundstaaten für aufgelöst. Der Ordensbesitz wurde den Fürsten des Rheinbundes überlassen. Hierdurch fielen dessen im Großherzogtum Hessen (Hessen-Darmstadt) gelegenen Besitzungen diesem zu. Dazu zählte auch Kloppenheim. Das Großherzogtum schlug diesen Ort dem Amt Vilbel zu, das Amt wurde in der Folge als Amt Vilbel und Kloppenheim bezeichnet.
1810 wurden einige Orte, die zuvor zum französisch besetzten Gebiet des Fürstentums Hanau gehört hatten, dem Großherzogtum Hessen zugeschlagen. Es handelte sich um Burgholzhausen vor der Höhe, Nieder-Eschbach, Ober-Eschbach, Rodheim und Steinbach. Diese Orte wurden vom Großherzogtum Hessen zunächst im Amt Rodheim zusammengefasst, das 1820 dem Amt Vilbel und Kloppenheim zugeschlagen wurde.

### Das wiedervereinigte Vilbel
Am 29. Juni 1816 schlossen das Großherzogtum Hessen (Hessen-Darmstadt) und das Kurfürstentum Hessen (Hessen-Kassel) einen Staatsvertrag, der unter anderem den Tausch einiger für den jeweils anderen randlich gelegener Gebiete vereinbarte. Mit ihm gelangte nun auch die bisher im Amt Bornheimer Berg liegende andere Hälfte von Vilbel an das Großherzogtum Hessen, das nun beide Hälften des Fleckens in seinem Amt Vilbel und Kloppenheim vereinigte und 1858 zur Stadt erhob.
Ab 1820 kam es im Großherzogtum Hessen zu Verwaltungsreformen. Dabei wurde dem Amt Vilbel und Kloppenheim 1820 zunächst das Amt Rodheim zugeschlagen. 1821 wurden auch auf unterer Ebene Rechtsprechung und Verwaltung getrennt und alle Ämter aufgelöst. Für die bisher durch die Ämter wahrgenommenen Verwaltungsaufgaben wurden Landratsbezirke geschaffen, für die erstinstanzliche Rechtsprechung Landgerichte. Die Verwaltungsaufgaben des ehemaligen Amtes Vilbel und Kloppenheim wurden auf den Landratsbezirk Vilbel und die Rechtsprechung dem Landgericht Großkarben übertragen.